# 代官町 (平塚市)
代官町（だいかんちょう）は、神奈川県平塚市の町名。丁目の設定のない単独町名である。住居表示実施済区域。

## 地理
平塚市の南東部に位置し、東に久領堤、南に夕陽ケ丘、西に八重咲町、北西に宝町、北東に老松町と接している。

## 世帯数と人口
2023年（令和5年）9月1日現在（平塚市発表）の世帯数と人口は以下の通りである。
| 町丁   | 世帯数    | 人口    |
| ------ | --------- | ------- |
| 代官町 | 1,551世帯 | 2,917人 |

### 人口の変遷
国勢調査による人口の推移。
| 年                 | 人口  |
| ------------------ | ----- |
| 1995年（平成7年）  | 2,454 |
| 2000年（平成12年） | 2,622 |
| 2005年（平成17年） | 2,596 |
| 2010年（平成22年） | 2,839 |
| 2015年（平成27年） | 2,867 |
| 2020年（令和2年）  | 2,933 |

### 世帯数の変遷
国勢調査による世帯数の推移。
| 年                 | 世帯数 |
| ------------------ | ------ |
| 1995年（平成7年）  | 1,020  |
| 2000年（平成12年） | 1,168  |
| 2005年（平成17年） | 1,187  |
| 2010年（平成22年） | 1,358  |
| 2015年（平成27年） | 1,427  |
| 2020年（令和2年）  | 1,480  |

## 学区
市立小・中学校に通う場合、学区は以下の通りとなる（2023年8月時点）。
- 番・番地等 : 全域
  - 小学校 : 平塚市立港小学校
  - 中学校 : 平塚市立太洋中学校

## 事業所
2021年（令和3年）現在の経済センサス調査による事業所数と従業員数は以下の通りである。
| 町丁   | 事業所数  | 従業員数 |
| ------ | --------- | -------- |
| 代官町 | 259事業所 | 2,567人  |

### 事業者数の変遷
経済センサスによる事業所数の推移。
| 年                 | 事業者数 |
| ------------------ | -------- |
| 2016年（平成28年） | 305      |
| 2021年（令和3年）  | 259      |

### 従業員数の変遷
経済センサスによる従業員数の推移。
| 年                 | 従業員数 |
| ------------------ | -------- |
| 2016年（平成28年） | 3,186    |
| 2021年（令和3年）  | 2,567    |

## 交通
- 国道129号
- 神奈川県道608号平塚停車場袖ヶ浜線

## 施設
- OSC湘南シティ
- ラスカ平塚 南館

## その他

### 日本郵便
- 郵便番号 : 254-0807[3]（集配局 : 平塚郵便局[15]）。